# Raúl Forteis
Raúl Eduardo Forteis (La Plata, 1948) è un ex calciatore argentino, di ruolo difensore.

## Carriera
Venne notato nel 1965 dall'Estudiantes (LP) mentre militava nella squadra dello GIAT (Grandes Industrias Argentinas Textiles). Giocò con i Leoni dal 1965 al 1970, pur militando soprattutto tra le riserve, partecipando ai successi nazionali ed internazionali del club sostituendo i titolari quando questi erano impegnati nelle competizioni continentali ed intercontinentali, vincendo il Metropolitano 1967.
Nel 1970 passa al Chacarita Juniors, rimanendovi sino al 1973, ottenendo come miglior posto il terzo posto nel Metropolitano 1971.
Nella stagione 1975 viene ingaggiato dalla neonata franchigia statunitense NASL dei S.A. Thunder. Con i texani non riuscì a superare la fase a gironi del torneo. 
Terminata l'esperienza con i texani passa ai salvadoregni dell'ANTEL e poi nel 1978 all'Alianza, sempre nell'El Salvador, club nel quale ha concluso la carriera agonistica nel 1980.

## Palmarès

### Competizioni nazionali
- Campionato argentino: 1

Estudiantes: Metropolitano 1967